# Ave Maria no morro
Ave Maria no morro (Portugees voor Ave Maria op de heuvel) is een in 1941 geschreven lied van Herivelto Martins.
Binnen de Nederlandse en Belgische markt is een dertigtal covers bekend. Daaronder bevinden zich bijna geen plaatjes die de hitparades in die landen hebben bereikt.
Onder de artiesten die het lied hebben opgenomen bevinden zich Andrea Bocelli, Corry Brokken, Helmut Lotti, Gert Timmerman en Rex Gildo.
De eerste uitvoering was weggelegd voor Trio de Ouro (Gouden trio), waar Herivelto Martins zelf deel van uitmaakte.

## The Cats
In 1965 verscheen een versie van Corry Brokken als B-kant van haar single Don Juan. Enige tijd later, ook nog in 1965, verscheen de versie van The Cats. Het was hun laatste single voor Durlaphone. Ze stapten over naar Imperial Records, een platenlabel dat onder de vlag van EMI uitbracht. De evergreen bracht The Cats nog geen succes. B-kant A fool never learns is ook een cover. Sonny Curtis schreef het in 1963 voor Andy Williams. Curtis speelde zelf in The Crickets, de begeleidingsband van Buddy Holly.
In 1975 verscheen een nieuwe opname van Ave Maria no morro op de elpee We wish you a merry Christmas. Op deze versie werden The Cats begeleid door een accordeon, waardoor ook het classic rock-geluid van de jaren zestig plaats maakte voor een langzamer en voller sambageluid. Ook was de juiste tekst van het nummer uit Zuid-Amerika opgevraagd. De tekst op de single uit 1965 was fonetisch opgeschreven en bleek in sommige passages nogal af te wijken van het origineel van Herivelto Martins. In 1980 werd Ave Maria no morro opnieuw uitgebracht, ditmaal door Dureco.

## Gert Timmerman
Wel enigszins succesvol was de versie van Gert Timmerman, die in 1966 verscheen.

### Hitnotering
In de lijsten van Muziek Expres kwam deze versie in twee maandlijsten voor.

#### Nederlandse Top 40
| Positie: | 38 | 25 | 20 | 17 | 14 | 16 | 23 | 18 | 21 | 30 | 34 | uit |